# Daniel Håkans
Daniel Håkans (Finlandia, 26 de octubre de 2000) es un futbolista finlandés que juega como centrocampista en el Lech Poznań de la Ekstraklasa. Es internacional con la selección absoluta de su país.

## Trayectoria
Daniel Håkans debutó el 27 de abril del 2018, en el VIFK de la Kakkonen, la Tercera División de Finlandia. Luego de destacarse en su equipo, fue fichado libre en 2019 por el SJK, pero para su formación lo destinó a su filial SJK Akatemia hasta 2020. En el primer equipo, llegó a ganarse la titularidad y marcar goles en la Veikkausliiga, por lo que el 9 de agosto de 2022 el FK Jerv, recientemente ascendido a la Eliteserien de Noruega lo contrató cedido. Aunque el equipo descendió, el 8 de enero de 2023 hicieron efectivo su traspaso. El 7 de febrero de 2023, Vålerenga anunció su fichaje por 400 mil euros. Para celebrar sus goles, Håkans imita el baile de la canción Cha Cha Cha de Käärijä, popular por su versión en el Festival de la Canción de Eurovisión 2023.

## Selección nacional
En la selección sub-21 disputó la clasificación para la Eurocopa Sub-21 de 2023, donde jugó 9 partidos e hizo 2 goles, aunque su selección quedó tercera en el grupo y no pudo clasificar. El 8 de junio de 2023 fue convocado por primera vez para representar a Finlandia, el 16 de junio realizó su debut frente a Eslovenia y el 19 marcó su primer gol con un triplete contra San Marino.

## Estadísticas

### Clubes
Actualizado al último partido disputado el 11 de junio de 2023.
| Club                     | Div.          | Temporada     | Liga  | Liga  | Liga   | Copas nacionales | Copas nacionales | Copas nacionales | Copas internacionales | Copas internacionales | Copas internacionales | Total | Total | Total  |
| Club                     | Div.          | Temporada     | Part. | Goles | Asist. | Part.            | Goles            | Asist.           | Part.                 | Goles                 | Asist.                | Part. | Goles | Asist. |
| ------------------------ | ------------- | ------------- | ----- | ----- | ------ | ---------------- | ---------------- | ---------------- | --------------------- | --------------------- | --------------------- | ----- | ----- | ------ |
| VIFK · Finlandia         | 3.ª           | 2018          | 19    | 1     | 0      | 0                | 0                | 0                | 0                     | 0                     | 0                     | 19    | 1     | 0      |
| VIFK · Finlandia         | Total club    | Total club    | 19    | 1     | 0      | 0                | 0                | 0                | 0                     | 0                     | 0                     | 19    | 1     | 0      |
| SJK · Finlandia          | 1.ª           | 2019          | 2     | 0     | 0      | 4                | 0                | 0                | 0                     | 0                     | 0                     | 6     | 0     | 0      |
| SJK · Finlandia          | 1.ª           | 2020          | 12    | 0     | 1      | 3                | 0                | 1                | 0                     | 0                     | 0                     | 15    | 0     | 0      |
| SJK · Finlandia          | 1.ª           | 2021          | 16    | 1     | 3      | 4                | 0                | 0                | 0                     | 0                     | 0                     | 20    | 1     | 3      |
| SJK · Finlandia          | 1.ª           | 2022          | 15    | 1     | 3      | 1                | 0                | 0                | 4                     | 0                     | 0                     | 20    | 1     | 3      |
| SJK · Finlandia          | Total club    | Total club    | 45    | 2     | 7      | 12               | 0                | 1                | 4                     | 0                     | 0                     | 61    | 2     | 8      |
| SJK Akatemia · Finlandia | 2.ª           | 2019          | 19    | 1     | 0      | 0                | 0                | 0                | 0                     | 0                     | 0                     | 19    | 1     | 0      |
| SJK Akatemia · Finlandia | 2.ª           | 2020          | 2     | 0     | 0      | 0                | 0                | 0                | 0                     | 0                     | 0                     | 2     | 0     | 0      |
| SJK Akatemia · Finlandia | Total club    | Total club    | 21    | 1     | 0      | 0                | 0                | 0                | 0                     | 0                     | 0                     | 21    | 1     | 0      |
| FK Jerv · Noruega        | 1.ª           | 2022          | 7     | 1     | 0      | 1                | 0                | 0                | 0                     | 0                     | 0                     | 8     | 1     | 0      |
| FK Jerv · Noruega        | 1.ª           | 2023          | 0     | 0     | 0      | 0                | 0                | 0                | 0                     | 0                     | 0                     | 0     | 0     | 0      |
| FK Jerv · Noruega        | Total club    | Total club    | 7     | 1     | 0      | 1                | 0                | 0                | 0                     | 0                     | 0                     | 8     | 1     | 0      |
| Vålerenga · Noruega      | 1.ª           | 2023          | 9     | 3     | 1      | 3                | 0                | 0                | 0                     | 0                     | 0                     | 12    | 3     | 1      |
| Vålerenga · Noruega      | Total club    | Total club    | 9     | 3     | 1      | 3                | 0                | 0                | 0                     | 0                     | 0                     | 12    | 3     | 1      |
| Total carrera            | Total carrera | Total carrera | 101   | 8     | 8      | 16               | 0                | 1                | 4                     | 0                     | 0                     | 121   | 8     | 9      |

### Selecciones
Actualizado al último partido jugado el 19 de junio de 2023.
| Selección            | Temporada     | Amistosos | Amistosos | Amistosos | Europeo | Europeo | Europeo | Mundial | Mundial | Mundial | Total | Total | Total  | Media goleadora |
| Selección            | Temporada     | Part.     | Goles     | Asist.    | Part.   | Goles   | Asist.  | Part.   | Goles   | Asist.  | Part. | Goles | Asist. | Media goleadora |
| -------------------- | ------------- | --------- | --------- | --------- | ------- | ------- | ------- | ------- | ------- | ------- | ----- | ----- | ------ | --------------- |
| Sub-15 · Finlandia   | 2015          | 1         | 0         | 0         | –       | –       | –       | –       | –       | –       | 1     | 0     | 0      | 0               |
| Sub-15 · Finlandia   | Total sel.    | 1         | 0         | 0         | 0       | 0       | 0       | 0       | 0       | 0       | 0     | 0     | 0      | 0               |
| Sub-21 · Finlandia   | 2021          | –         | –         | –         | 4       | 0       | 1       | –       | –       | –       | 0     | 0     | 0      | 0               |
| Sub-21 · Finlandia   | 2022          | 1         | 0         | 0         | 3       | 1       | 1       | –       | –       | –       | 0     | 0     | 0      | 0.33            |
| Sub-21 · Finlandia   | Total sel.    | 0         | 0         | 0         | 7       | 1       | 2       | 0       | 0       | 0       | 0     | 0     | 0      | 0.14            |
| Absoluta · Finlandia | 2023          | –         | –         | –         | 2       | 3       | 0       | –       | –       | –       | 2     | 3     | 0      | 1.5             |
| Absoluta · Finlandia | Total sel.    | 0         | 0         | 0         | 2       | 3       | 0       | 0       | 0       | 0       | 2     | 3     | 0      | 1.5             |
| Total carrera        | Total carrera | 2         | 0         | 0         | 9       | 4       | 2       | 0       | 0       | 0       | 11    | 4     | 2      | 0.36            |
| 1. 2.                |               |           |           |           |         |         |         |         |         |         |       |       |        |                 |

### Hat-tricks
| 1 | 19 de junio de 2023 | Estadio Olímpico de Helsinki, Helsinki | Finlandia - San Marino |  | 6 - 0 | Clasificación para la Eurocopa 2024 |

### Partidos en la selección absoluta
| Partido | Fecha               | Equipo     | Resultado | Competición                             | Goles | Minuto                     | Asistencias | Minuto | Notas |
| ------- | ------------------- | ---------- | --------- | --------------------------------------- | ----- | -------------------------- | ----------- | ------ | ----- |
| 1       | 16 de junio de 2023 | Eslovenia  | 2-0       | Clasificación para la Eurocopa 2024 (3) |       |                            |             |        | (65)  |
| 2       | 19 de junio de 2023 | San Marino | 6-0       | Clasificación para la Eurocopa 2024 (4) | 3     | 3-0 (65) 4-0 (72) 5-0 (74) |             |        | (60)  |

## Palmarés

### Títulos nacionales
| Título      | Club        | País    | Año  |
| ----------- | ----------- | ------- | ---- |
| Ekstraklasa | Lech Poznań | Polonia | 2025 |